# Skisprung-Continental-Cup 2000/01
Der Skisprung-Continental-Cup 2000/01 begann am 7. Juli 2000 in Velenje und endete am 18. März 2001 in Hede, da die eigentlich geplanten Abschlussspringen in Ruhpolding wegen Schneemangels abgesagt werden mussten.
Es fanden 40 Einzelwettbewerbe und drei Teamwettbewerbe an 31 Wettkampforten in Europa, Asien und Nordamerika statt. Die Gesamtwertung gewann der Finne Akseli Lajunen. Die meisten Podestplätze erreichte ebenfalls Akseli Lajunen, der siebenmal eine Platzierung unter den besten drei erreichte. Insgesamt erreichten 60 verschiedene Athleten im Laufe der Saison mindestens einmal das Podium.

## Übersicht
| Datum      | Austragungsort           | Schanze                         | Bemerkung | Sieger                                                                      | Zweiter                                                                  | Dritter                                                              |
| ---------- | ------------------------ | ------------------------------- | --------- | --------------------------------------------------------------------------- | ------------------------------------------------------------------------ | -------------------------------------------------------------------- |
| 07.07.2000 | Velenje                  | Grajski Grič K 85               |           | Hiroki Yamada                                                               | Kai Bracht                                                               | Toni Nieminen                                                        |
| 08.07.2000 | Velenje                  | Grajski Grič K 85               |           | Hiroki Yamada                                                               | David Andersen                                                           | Akseli Lajunen Kai Bracht                                            |
| 15.07.2000 | Villach                  | Alpenarena K 90                 |           | Stefan Thurnbichler                                                         | Thomas Hörl                                                              | Manuel Fettner                                                       |
| 29.07.2000 | Oberstdorf               | Schattenbergschanze K 90        |           | Adam Małysz                                                                 | Jakub Janda                                                              | Marco Steinauer                                                      |
| 19.08.2000 | Rælingen                 | Marikollen K 88                 |           | Morten Solem Toni Nieminen                                                  |                                                                          | Lasse Ottesen                                                        |
| 20.08.2000 | Rælingen                 | Marikollen K 88                 |           | Jure Radelj                                                                 | Roland Audenrieth                                                        | Lasse Ottesen                                                        |
| 26.08.2000 | Winterberg               | St.-Georg-Schanze K 80          | Team      | ÖsterreichThomas Hörl Manuel Fettner Stefan Thurnbichler Stefan Kaiser      | TschechienJakub Janda Jakub Hlava Jakub Sucháček Jaroslav Sakala         | FinnlandTeemu Pääkkönen Jussi Hautamäki Akseli Lajunen Toni Nieminen |
| 27.08.2000 | Winterberg               | St.-Georg-Schanze K 80          |           | Bjørn Einar Romøren                                                         | Manuel Fettner                                                           | Stefan Thurnbichler                                                  |
| 09.12.2000 | Kuopio                   | Puijo K 120                     |           | Wettkampf abgesagt wegen Schneemangels                                      | Wettkampf abgesagt wegen Schneemangels                                   | Wettkampf abgesagt wegen Schneemangels                               |
| 10.12.2000 | Kuopio                   | Puijo K 120                     |           | Wettkampf abgesagt wegen Schneemangels                                      | Wettkampf abgesagt wegen Schneemangels                                   | Wettkampf abgesagt wegen Schneemangels                               |
| 16.12.2000 | Lahti                    | Salpausselkä K 116              |           | Wettkampf abgesagt wegen Schneemangels                                      | Wettkampf abgesagt wegen Schneemangels                                   | Wettkampf abgesagt wegen Schneemangels                               |
| 16.12.2000 | Liberec                  | Ještěd „A“ K 120                |           | Wettkampf abgesagt wegen Schneemangels                                      | Wettkampf abgesagt wegen Schneemangels                                   | Wettkampf abgesagt wegen Schneemangels                               |
| 17.12.2000 | Lahti                    | Salpausselkä K 116              |           | Wettkampf abgesagt wegen Schneemangels                                      | Wettkampf abgesagt wegen Schneemangels                                   | Wettkampf abgesagt wegen Schneemangels                               |
| 17.12.2000 | Liberec                  | Ještěd „A“ K 120                |           | Wettkampf abgesagt wegen Schneemangels                                      | Wettkampf abgesagt wegen Schneemangels                                   | Wettkampf abgesagt wegen Schneemangels                               |
| 26.12.2000 | St. Moritz               | Olympiaschanze K 95             |           | Peter Žonta                                                                 | Christoph Grillhösl                                                      | Manuel Fettner                                                       |
| 28.12.2000 | Engelberg                | Gross-Titlis-Schanze K 120      |           | Wettkampf abgesagt wegen Schneemangels                                      | Wettkampf abgesagt wegen Schneemangels                                   | Wettkampf abgesagt wegen Schneemangels                               |
| 02.01.2001 | Innsbruck                | Bergiselschanze K 108           |           | Manuel Fettner                                                              | Stefan Kaiser                                                            | Akseli Lajunen                                                       |
| 04.01.2001 | Bischofshofen            | Paul-Außerleitner-Schanze K 120 |           | Veli-Matti Lindström                                                        | Akseli Lajunen                                                           | Kai Bracht                                                           |
| 12.01.2001 | Sapporo                  | Miyanomori K 90                 |           | Yukitaka Fukita                                                             | Masahiko Harada                                                          | Naoki Yasuzaki Martin Koch                                           |
| 12.01.2001 | Gallio                   | Trampolino del Pakstall K 90    |           | Wettkampf abgesagt wegen Schneemangels                                      | Wettkampf abgesagt wegen Schneemangels                                   | Wettkampf abgesagt wegen Schneemangels                               |
| 13.01.2001 | Sapporo                  | Ōkurayama K 120                 |           | Yukitaka Fukita                                                             | Hideharu Miyahira                                                        | Martin Koch                                                          |
| 13.01.2001 | Gallio                   | Trampolino del Pakstall K 90    |           | Wettkampf abgesagt wegen Schneemangels                                      | Wettkampf abgesagt wegen Schneemangels                                   | Wettkampf abgesagt wegen Schneemangels                               |
| 14.01.2001 | Sapporo                  | Ōkurayama K 120                 |           | Masahiko Harada                                                             | Sōta Okamura                                                             | Hideharu Miyahira                                                    |
| 20.01.2001 | Brotterode               | Große Inselbergschanze K 98     |           | Tami Kiuru                                                                  | Anders Bardal                                                            | Christoph Grillhösl                                                  |
| 21.01.2001 | Brotterode               | Große Inselbergschanze K 98     |           | Tami Kiuru                                                                  | Bjørn Einar Romøren                                                      | Akseli Lajunen                                                       |
| 27.01.2001 | Lauscha                  | Marktiegelschanze K 92          |           | Akseli Lajunen                                                              | Tami Kiuru                                                               | Dennis Störl                                                         |
| 28.01.2001 | Lauscha                  | Marktiegelschanze K 92          |           | Igor Medved                                                                 | Michal Doležal                                                           | Tami Kiuru                                                           |
| 04.02.2001 | Ramsau am Dachstein      | W90-Mattensprunganlage K 90     |           | Markus Eigentler                                                            | Frank Reichel                                                            | Jure Bogataj Georg Späth Stefan Thurnbichler                         |
| 09.02.2001 | Schönwald im Schwarzwald | Adlerschanze K 85               |           | Tami Kiuru                                                                  | Georg Späth                                                              | Maximilian Mechler Roland Audenrieth                                 |
| 10.02.2001 | Titisee-Neustadt         | Hochfirstschanze K 120          | Team      | ÖsterreichReinhard Schwarzenberger Manuel Fettner Martin Koch Stefan Kaiser | DeutschlandFrank Reichel Christof Duffner Hansjörg Jäkle Georg Späth     | SlowenienRok Benkovič Simon Podrebršek Primož Pikl Grega Podržaj     |
| 10.02.2001 | Westby                   | Snowflake K 106                 |           | Lassi Huuskonen                                                             | Christoph Grillhösl                                                      | Sōta Okamura                                                         |
| 11.02.2001 | Titisee-Neustadt         | Hochfirstschanze K 120          |           | Manuel Fettner                                                              | Reinhard Schwarzenberger                                                 | Georg Späth                                                          |
| 11.02.2001 | Westby                   | Snowflake K 106                 |           | Robert Kranjec                                                              | Janne Ylijärvi                                                           | Lassi Huuskonen                                                      |
| 17.02.2001 | Planica                  | Bloudkova Velikanka K 120       |           | Georg Späth                                                                 | Markus Eigentler                                                         | Christof Duffner                                                     |
| 17.02.2001 | Iron Mountain            | Pine Mountain Jump K 120        |           | Sōta Okamura                                                                | Robert Kranjec                                                           | Kazuki Nishishita                                                    |
| 18.02.2001 | Planica                  | Bloudkova Velikanka K 120       | Team      | ÖsterreichMarkus Eigentler Manuel Fettner Florian Liegl Martin Koch         | DeutschlandRoland Audenrieth Christof Duffner Hansjörg Jäkle Georg Späth | SlowenienMiha Rihtar Simon Podrebršek Gašper Čavlovič Primož Peterka |
| 18.02.2001 | Iron Mountain            | Pine Mountain Jump K 120        |           | Robert Kranjec                                                              | Kai Bracht                                                               | Lassi Huuskonen                                                      |
| 24.02.2001 | Chamonix                 | Tremplin du Mont K 95           |           | Martin Koch                                                                 | Reinhard Schwarzenberger                                                 | Stefan Kaiser                                                        |
| 24.02.2001 | Ishpeming                | Suicide Hill K 90               |           | Lassi Huuskonen                                                             | Robert Kranjec                                                           | Janne Ylijärvi                                                       |
| 25.02.2001 | Chamonix                 | Tremplin du Mont K 95           |           | Stefan Kaiser                                                               | Morten Ågheim                                                            | Reinhard Schwarzenberger                                             |
| 25.02.2001 | Ishpeming                | Suicide Hill K 90               |           | Wettkampf abgesagt wegen Schneemangels                                      | Wettkampf abgesagt wegen Schneemangels                                   | Wettkampf abgesagt wegen Schneemangels                               |
| 03.03.2001 | Zakopane                 | Wielka Krokiew K 120            |           | Stefan Kaiser                                                               | Morten Ågheim                                                            | Jostein Smedbye                                                      |
| 04.03.2001 | Zakopane                 | Wielka Krokiew K 120            |           | Stefan Kaiser                                                               | Michael Neumayer                                                         | Morten Ågheim                                                        |
| 09.03.2001 | Vikersund                | Storbakke K 90                  |           | Toni Nieminen                                                               | Ingemar Mayr                                                             | Bernhard Metzler Frode Håre                                          |
| 10.03.2001 | Vikersund                | Storbakke K 90                  |           | Bernhard Metzler Yukitaka Fukita                                            |                                                                          | Markus Eigentler                                                     |
| 10.03.2001 | Harrachov                | Čerťák K 120                    |           | Jaroslav Sakala                                                             | Łukasz Kruczek                                                           | Jan Matura                                                           |
| 11.03.2001 | Harrachov                | Čerťák K 90                     |           | Jaroslav Sakala                                                             | Michal Doležal                                                           | Matej Uram Łukasz Kruczek                                            |
| 13.03.2001 | Våler                    | Gjerdrumsbakken K 90            |           | Morten Solem                                                                | Daniel Forfang                                                           | Kjell Erik Sagbakken Morten Ågheim                                   |
| 14.03.2001 | Yamagata                 | Zaō-Schanze K 90                |           | Jin’ya Nishikata                                                            | Kimmo Yliriesto                                                          | Katsutoshi Chiba                                                     |
| 15.03.2001 | Yamagata                 | Zaō-Schanze K 90                |           | Katsutoshi Chiba                                                            | Kimmo Yliriesto                                                          | Florian Liegl                                                        |
| 16.03.2001 | Örnsköldsvik             | Paradiskullen K 90              |           | Bernhard Metzler                                                            | Akseli Lajunen                                                           | Emil Westberg                                                        |
| 17.03.2001 | Örnsköldsvik             | Paradiskullen K 90              |           | Akseli Lajunen                                                              | Morten Solem                                                             | Kai Bracht                                                           |
| 18.03.2001 | Hede                     | Hedebacken K 90                 |           | Morten Solem                                                                | Masayuki Satō                                                            | Morten Ågheim                                                        |
| 24.03.2001 | Ruhpolding               | Große Zirmbergschanze K 120     | Team      | Wettkampf abgesagt wegen Schneemangels                                      | Wettkampf abgesagt wegen Schneemangels                                   | Wettkampf abgesagt wegen Schneemangels                               |
| 25.03.2001 | Ruhpolding               | Große Zirmbergschanze K 120     |           | Wettkampf abgesagt wegen Schneemangels                                      | Wettkampf abgesagt wegen Schneemangels                                   | Wettkampf abgesagt wegen Schneemangels                               |

## Wertung
| Rang | Name                     | Punkte |
| ---- | ------------------------ | ------ |
| 001. | Akseli Lajunen           | 929    |
| 002. | Christoph Grillhösl      | 758    |
| 003. | Lassi Huuskonen          | 664    |
| 004. | Kai Bracht               | 662    |
| 005. | Bernhard Metzler         | 590    |
| 006. | Georg Späth              | 583    |
| 007. | Robert Kranjec           | 569    |
| 008. | Tami Kiuru               | 557    |
| 009. | Manuel Fettner           | 525    |
| 010. | Sōta Okamura             | 518    |
| 011. | Stefan Kaiser            | 511    |
| 012. | Morten Ågheim            | 487    |
| 013. | Morten Solem             | 472    |
| 014. | Roland Audenrieth        | 444    |
| 015. | Michael Neumayer         | 431    |
| 016. | Yukitaka Fukita          | 416    |
| 017. | Dennis Störl             | 393    |
| 018. | Stefan Thurnbichler      | 391    |
| 019. | Markus Eigentler         | 387    |
| 020. | Martin Koch              | 385    |
| 021. | Janne Ylijärvi           | 376    |
| 022. | Toni Nieminen            | 355    |
| 023. | Reinhard Schwarzenberger | 331    |
| 024. | Bjørn Einar Romøren      | 309    |
| 025. | Katsutoshi Chiba         | 307    |
| 026. | Pasi Ahonen              | 298    |
| 027. | Frank Reichel            | 291    |
| 028. | Daniel Forfang           | 290    |
| 029. | Hiroki Yamada            | 289    |
| 030. | Naoki Yasuzaki           | 287    |
| 031. | Masayuki Satō            | 285    |
| 032. | Kazuki Nishishita        | 283    |
| 033. | Łukasz Kruczek           | 281    |
| 034. | Michal Doležal           | 275    |

| Rang | Name                | Punkte |
| ---- | ------------------- | ------ |
| 035. | Thomas Hörl         | 260    |
| 036. | Jure Radelj         | 257    |
| 037. | Jaroslav Sakala     | 227    |
| 038. | Tom Sandvold        | 225    |
| 039. | Masahiko Harada     | 212    |
| 040. | Jakub Hlava         | 209    |
| 041. | Michael Möllinger   | 203    |
| 042. | Ferdinand Bader     | 193    |
|      | Jin’ya Nishikata    | 193    |
| 044. | Andreas Baumgartner | 184    |
| 045. | Michael Wagner      | 183    |
| 046. | Sigurd Pettersen    | 182    |
|      | Johannes Wenninger  | 182    |
| 048. | Hans Petrat         | 179    |
| 049. | Dirk Else           | 176    |
| 050. | Anders Bardal       | 172    |
| 051. | Arne Sneli          | 170    |
|      | Matej Uram          | 170    |
| 053. | Hideharu Miyahira   | 169    |
| 054. | Kazuhiro Nakamura   | 168    |
| 055. | Marco Steinauer     | 167    |
| 056. | Florentin Durand    | 163    |
|      | Igor Medved         | 163    |
| 058. | Jakub Janda         | 161    |
| 059. | Kimmo Yliriesto     | 160    |
| 060. | Emil Westberg       | 156    |
| 061. | Peter Žonta         | 154    |
| 062. | Yukio Sakano        | 153    |
| 063. | Maximilian Mechler  | 152    |
| 064. | Emmanuel Chedal     | 150    |
|      | Simon Podrebršek    | 150    |
| 066. | Florian Liegl       | 148    |
| 067. | Primož Peterka      | 147    |
| 068. | Frode Håre          | 142    |

| Rang | Name                 | Punkte |
| ---- | -------------------- | ------ |
| 069. | Teemu Pääkkönen      | 135    |
| 070. | Ronny Hornschuh      | 133    |
| 071. | Sylvain Freiholz     | 125    |
| 072. | John Anders Lund     | 123    |
| 073. | Wilfried Eberharter  | 120    |
|      | Lasse Ottesen        | 120    |
| 075. | Christof Duffner     | 119    |
|      | Jostein Smedbye      | 119    |
| 077. | Janne Väätäinen      | 113    |
| 078. | Trond-Arild Evensen  | 112    |
|      | Yūta Watase          | 112    |
| 080. | Kjell Erik Sagbakken | 110    |
| 081. | Edwin Schmutzler     | 107    |
| 082. | Yūsuke Kaneko        | 106    |
|      | Primož Urh-Zupan     | 106    |
| 084. | Stefan Pieper        | 105    |
| 085. | Hansjörg Jäkle       | 104    |
| 086. | Christian Nagiller   | 103    |
| 087. | Blaž Bilban          | 101    |
| 088. | Veli-Matti Lindström | 100    |
|      | Adam Małysz          | 100    |
| 090. | Lars Bystøl          | 099    |
| 091. | David Andersen       | 098    |
| 092. | Balthasar Schneider  | 097    |
| 093. | Gerhard Hofer        | 095    |
| 094. | Kang Chil-gu         | 094    |
| 095. | Håvard Lie           | 092    |
| 096. | Miha Rihtar          | 088    |
|      | Yuki Yasukaba        | 088    |
| 098. | Brendan Doran        | 087    |
| 099. | Damjan Fras          | 086    |
|      | Thomas Lobben        | 086    |
|      | Bine Norčič          | 086    |